# Vương tộc Ascania
Nhà Ascania (tiếng Đức: Askanier) là một vương tộc từng cai trị một số nhà nước trong Đế chế La Mã Thần Thánh, Bang liên Đức và Đế quốc Đức cho đến khi chế độ quân chủ bị bãi bỏ vào năm 1918. Nó cũng được gọi là Nhà Anhalt, ám chỉ đến lãnh địa mà vương tộc này nắm giữ lâu nhất, Thân vương quốc Anhalt.
Tên của vương tộc Ascania được đặt tên theo Lâu đài Ascania (hoặc Ascaria), được gọi là Schloss Askanien trong tiếng Đức, nằm gần và được đặt theo tên của Aschersleben. Lâu đài là trị sở của Bá quốc Ascania, một tước hiệu sau này được sáp nhập vào danh hiệu của các Thân vương xứ Anhalt.
Các nhánh của Vương tộc này trong nhiều giai đoạn từng nắm giữ quyền Công tước xứ Sachsen, Bá tước xứ Brandenburg, Tuyển hầu xứ Sachsen, Thân vương xứ Lüneburg, Thân vương xứ Anhalt và Công tước xứ Anhalt. Đặc biết là vào thế kỷ XVIII, một người phụ nữ của vương tộc này đã trở thành Hoàng hậu của Đế quốc Nga và sau được đưa lên làm Nữ hoàng của đế chế này, đó là Catherine Đại đế, bà là con gái của Christian August, Thân vương xứ Anhalt-Zerbst, là vợ của Hoàng đế Pyotr III của Nga, mẹ của Pavel I của Nga và là bà ngoại của 2 vị hoàng đế Aleksandr I và Nikolai I. 

## Lịch sử
Thành viên đầu tiên được biết đến của gia tộc Ascania chính là Esiko, Bá tước xứ Ballenstedt, lần đầu tiên xuất hiện trong một tài liệu năm 1036. Ông được cho là cháu trai (thông qua mẹ mình) của Odo I, Phiên hầu xứ Sashsen Ostmark. Từ Odo, người nhà Ascania được thừa kế những tài sản lớn ở Hầu quốc Đông Sachsen (tiếng Đức: Sächsische Ostmark).
Cháu trai của Esiko là Otto, Bá tước xứ Ballenstedt, người đã mất năm 1123. Khi Otto kết hôn với Công nữ Eilika, con gái của Magnus, Công tước xứ Sachsen, người nhà Ascania trở thành người thừa kế một nửa tài sản của Nhà Billung, cựu Công tước xứ Sachsen.
Con trai của Otto là Albrecht Gấu, đã trở thành người nhà Ascania đầu tiên trở thành công tước khi nắm quyền Sachsen, với sự giúp đỡ của di sản do mẹ ông thừa kế vào năm 1139. Tuy nhiên, ông sớm mất quyền kiểm soát Sachsen vào tay Nhà Guelph đối thủ.
Albrecht thừa hưởng Phiên hầu quốc Brandenburg vào năm 1157 từ người cai trị Wendish cuối cùng của vùng này là Pribislaw-Heinrich, và ông trở thành người nhà Ascania đầu tiên trở thành phiên hầu. Albrecht và hậu duệ của ông thuộc Nhà Ascania sau đó đã đạt được những tiến bộ đáng kể trong việc Cơ đốc hóa và Đức hóa vùng đất này. Là vùng biên giới giữa các nền văn hóa Đức và Slavic, nhà nước này được gọi là một vùng đất biên giới.
Vào năm 1237 và 1244, hai thị trấn, Cölln và Berlin, được thành lập dưới thời cai trị của Otto và Johann, cháu trai của Phiên hầu Albrecht Gấu. Sau đó, chúng được hợp nhất thành một thành phố, đó chính là Berlin. Biểu tượng của Nhà Ascania, một con đại bàng đỏ và một con gấu, đã trở thành huy hiệu của Berlin. Vào năm 1320, dòng dõi Ascania Brandenburg đã tuyệt tự.
Sau khi Hoàng đế phế truất những người cai trị Nhà Guelph của Sachsen vào năm 1180, người Nhà Ascania đã trở lại để cai trị Công quốc Sachsen, nơi đã bị Hoàng đế thu hẹp lãnh thổ xuống còn một nửa phía đông. Tuy nhiên, ngay cả ở miền đông Sachsen, người Nhà Ascania chỉ có thể thiết lập quyền kiểm soát ở những khu vực hạn chế, chủ yếu là gần Sông Elbe.
Vào thế kỷ XIII, Thân vương quốc Anhalt đã tách khỏi Công quốc Sachsen. Sau đó, nhà nước còn lại đã được chia thành Sachsen-Lauenburg và Sachsen-Wittenberg. Các triều đại Ascania ở 2 nhà nước Sachsen này đã lần lượt bị xóa sổ vào năm 1689 và năm 1422, nhưng người nhà Ascania vẫn tiếp tục cai trị nhà nước nhỏ hơn là Anhalt và các phân khu khác nhau của nhà nước này cho đến khi chế độ quân chủ bị bãi bỏ vào năm 1918.
Catherine Đại đế, Nữ hoàng Nga từ năm 1762 đến năm 1796, là thành viên của Nhà Ascania, bản thân bà là con gái của Christian August, Thân vương xứ Anhalt-Zerbst.

## Quân chủ Nhà Ascania
Nhà Ascania được chia ra làm 4 nhánh, họ đều là hậu duệ của Albrecht Gấu: Nhánh Ascania-Brandenburg (1157-1320) được lập ra bởi con trường Otto I xứ Brandenburg; Nhánh Anhalt (1218-1918); Nhánh Sachsen-Lauenburg (1296-1689) và Nhánh Sachsen-Wittenberg (1298-1422) được lập ra bởi hậu duệ của người con trai út của Albrecht Gấu là Bá tước Bernhard. Chỉ có Nhánh Anhalt tồn tại được đến khi chế độ quân chủ Đức bị bãi bỏ vào năm 1918, trong 700 năm. Ba nhánh còn lại đều tuyệt tự dòng nam và mất lãnh thổ và tải sản vào tay các vương tộc khác, đặc biệt là sau sự tuyệt tự của dòng Sachsen-Wittenberg vào năm 1422, Tuyển hầu xứ Sachsen đã rơi vào tay của Nhà Wettin, điều này đã mở đầu cho triều đại Wettin xây dựng thế lực và tạo ra ảnh hưởng ở Thánh chế La Mã và châu Âu trong những thế kỷ sau đó.

### Nhà Ascania

#### Các nhánh Ascania
|                                                  |                                        |                                        |                                                                |                                                                               |                                                     |                                                     |                                                     |                                                     |                                            |                                                                              |                                                                              |                                                                              |                                                                              |                                                                              |                                                                              |                                                                              |                                 |                                 |                                 |                                 |                                 |                                 |
| Bá quốc Weimar-Orlamunde (1113–1247)             | Bá quốc Weimar-Orlamunde (1113–1247)   | Bá quốc Weimar-Orlamunde (1113–1247)   | Bá quốc Weimar-Orlamunde (1113–1247)                           | Bá quốc Ballenstedt (1030–1170)                                               | Bá quốc Ballenstedt (1030–1170)                     | Bá quốc Ballenstedt (1030–1170)                     | Bá quốc Ballenstedt (1030–1170)                     | Bá quốc Ballenstedt (1030–1170)                     | Bá quốc Ballenstedt (1030–1170)            | Bá quốc Ballenstedt (1030–1170)                                              | Bá quốc Ballenstedt (1030–1170)                                              | Bá quốc Ballenstedt (1030–1170)                                              | Bá quốc Ballenstedt (1030–1170)                                              | Bá quốc Ballenstedt (1030–1170)                                              | Bá quốc Ballenstedt (1030–1170)                                              | Bá quốc Ballenstedt (1030–1170)                                              | Bá quốc Ballenstedt (1030–1170) | Bá quốc Ballenstedt (1030–1170) | Bá quốc Ballenstedt (1030–1170) | Bá quốc Ballenstedt (1030–1170) | Bá quốc Ballenstedt (1030–1170) | Bá quốc Ballenstedt (1030–1170) |
| Bá quốc Weimar-Orlamunde (1113–1247)             | Bá quốc Weimar-Orlamunde (1113–1247)   | Bá quốc Weimar-Orlamunde (1113–1247)   | Bá quốc Weimar-Orlamunde (1113–1247)                           | Công quốc Sachsen (1180–1296)                                                 | Công quốc Sachsen (1180–1296)                       | Công quốc Sachsen (1180–1296)                       | Công quốc Sachsen (1180–1296)                       | Phiên hầu quốc Brandenburg (1157-1266/67)           | Phiên hầu quốc Brandenburg (1157-1266/67)  | Bá quốc Anhalt (1123–1212) được nâng lên: Thân vương quốc Anhalt (1212–1252) | Bá quốc Anhalt (1123–1212) được nâng lên: Thân vương quốc Anhalt (1212–1252) | Bá quốc Anhalt (1123–1212) được nâng lên: Thân vương quốc Anhalt (1212–1252) | Bá quốc Anhalt (1123–1212) được nâng lên: Thân vương quốc Anhalt (1212–1252) | Bá quốc Anhalt (1123–1212) được nâng lên: Thân vương quốc Anhalt (1212–1252) | Bá quốc Anhalt (1123–1212) được nâng lên: Thân vương quốc Anhalt (1212–1252) | Bá quốc Anhalt (1123–1212) được nâng lên: Thân vương quốc Anhalt (1212–1252) |                                 |                                 |                                 |                                 |                                 |                                 |
| Weimar (1247–1372)                               | Weimar (1247–1372)                     | Weimar (1247–1372)                     | Orlamunde (from 1354 in Schauenforst and Droyssig) (1247–1420) | Công quốc Sachsen (1180–1296)                                                 | Công quốc Sachsen (1180–1296)                       | Công quốc Sachsen (1180–1296)                       | Công quốc Sachsen (1180–1296)                       | Phiên hầu quốc Brandenburg (1157-1266/67)           | Phiên hầu quốc Brandenburg (1157-1266/67)  | Zerbst (1st creation) (1252–1396)                                            | Zerbst (1st creation) (1252–1396)                                            | Zerbst (1st creation) (1252–1396)                                            | Zerbst (1st creation) (1252–1396)                                            | Bernburg (1st creation) (1252–1468)                                          | Aschersleben (1252–1315)                                                     |                                                                              |                                 |                                 |                                 |                                 |                                 |                                 |
| Weimar (1247–1372)                               | Weimar (1247–1372)                     | Weimar (1247–1372)                     | Orlamunde (from 1354 in Schauenforst and Droyssig) (1247–1420) | Công quốc Sachsen (1180–1296)                                                 | Công quốc Sachsen (1180–1296)                       | Công quốc Sachsen (1180–1296)                       | Công quốc Sachsen (1180–1296)                       | Stendal (1266–1318)                                 | Salzwedel (1267–1317)                      | Zerbst (1st creation) (1252–1396)                                            | Zerbst (1st creation) (1252–1396)                                            | Zerbst (1st creation) (1252–1396)                                            | Zerbst (1st creation) (1252–1396)                                            | Bernburg (1st creation) (1252–1468)                                          | Aschersleben (1252–1315)                                                     |                                                                              |                                 |                                 |                                 |                                 |                                 |                                 |
|                                                  | Plassenburg (1285–1340)                |                                        | Orlamunde (from 1354 in Schauenforst and Droyssig) (1247–1420) | Wittenberg (1296–1356) Raised to: Tuyển hầu xứ Sachsen-Wittenberg (1356–1422) | Lauenburg (1296–1303)                               | Lauenburg (1296–1303)                               | Lauenburg (1296–1303)                               | Stendal (1266–1318)                                 | Salzwedel (1267–1317)                      | Zerbst (1st creation) (1252–1396)                                            | Zerbst (1st creation) (1252–1396)                                            | Zerbst (1st creation) (1252–1396)                                            | Zerbst (1st creation) (1252–1396)                                            | Bernburg (1st creation) (1252–1468)                                          | Aschersleben (1252–1315)                                                     |                                                                              |                                 |                                 |                                 |                                 |                                 |                                 |
| Lauenstein (1319–1460)                           | Plassenburg (1285–1340)                | Mölln (1303–1401)                      | Orlamunde (from 1354 in Schauenforst and Droyssig) (1247–1420) | Wittenberg (1296–1356) Raised to: Tuyển hầu xứ Sachsen-Wittenberg (1356–1422) |                                                     | Ratzeburg (1303–15)                                 | Phiên hầu quốc Brandenburg (Stendal line) (1318–20) | Phiên hầu quốc Brandenburg (Stendal line) (1318–20) |                                            | Zerbst (1st creation) (1252–1396)                                            | Zerbst (1st creation) (1252–1396)                                            | Zerbst (1st creation) (1252–1396)                                            | Zerbst (1st creation) (1252–1396)                                            | Bernburg (1st creation) (1252–1468)                                          | Aschersleben (1252–1315)                                                     |                                                                              |                                 |                                 |                                 |                                 |                                 |                                 |
| Lauenstein (1319–1460)                           | Plassenburg (1285–1340)                | Mölln (1303–1401)                      | Orlamunde (from 1354 in Schauenforst and Droyssig) (1247–1420) | Wittenberg (1296–1356) Raised to: Tuyển hầu xứ Sachsen-Wittenberg (1356–1422) | Bergdorf (1303–15) Renamed as Ratzeburg (1315–1401) | Bergdorf (1303–15) Renamed as Ratzeburg (1315–1401) | Nhâp vào Nhà Wittelsbach                            | Nhâp vào Nhà Wittelsbach                            | Nhập vào Giáo phận vương quyền Halberstadt | Zerbst (1st creation) (1252–1396)                                            | Zerbst (1st creation) (1252–1396)                                            | Zerbst (1st creation) (1252–1396)                                            | Zerbst (1st creation) (1252–1396)                                            | Bernburg (1st creation) (1252–1468)                                          |                                                                              |                                                                              |                                 |                                 |                                 |                                 |                                 |                                 |
| Lauenstein (1319–1460)                           | Nhập vào Nhà Wettin                    | Mölln (1303–1401)                      | Orlamunde (from 1354 in Schauenforst and Droyssig) (1247–1420) | Wittenberg (1296–1356) Raised to: Tuyển hầu xứ Sachsen-Wittenberg (1356–1422) | Bergdorf (1303–15) Renamed as Ratzeburg (1315–1401) | Bergdorf (1303–15) Renamed as Ratzeburg (1315–1401) | Nhâp vào Nhà Wittelsbach                            | Nhâp vào Nhà Wittelsbach                            | Nhập vào Giáo phận vương quyền Halberstadt | Zerbst (1st creation) (1252–1396)                                            | Zerbst (1st creation) (1252–1396)                                            | Zerbst (1st creation) (1252–1396)                                            | Zerbst (1st creation) (1252–1396)                                            | Bernburg (1st creation) (1252–1468)                                          |                                                                              |                                                                              |                                 |                                 |                                 |                                 |                                 |                                 |
| Lauenstein (1319–1460)                           | Lauenburg (Ratzeburg line) (1401–1689) | Lauenburg (Ratzeburg line) (1401–1689) | Lauenburg (Ratzeburg line) (1401–1689)                         | Wittenberg (1296–1356) Raised to: Tuyển hầu xứ Sachsen-Wittenberg (1356–1422) | Köthen (1st creation) (1396–1562)                   | Köthen (1st creation) (1396–1562)                   | Köthen (1st creation) (1396–1562)                   | Nhâp vào Nhà Wittelsbach                            | Nhập vào Giáo phận vương quyền Halberstadt |                                                                              |                                                                              |                                                                              |                                                                              | Bernburg (1st creation) (1252–1468)                                          |                                                                              |                                                                              |                                 |                                 |                                 |                                 |                                 |                                 |
| Nhập vào Nhà Wettin                              | Lauenburg (Ratzeburg line) (1401–1689) | Lauenburg (Ratzeburg line) (1401–1689) | Lauenburg (Ratzeburg line) (1401–1689)                         |                                                                               | Köthen (1st creation) (1396–1562)                   | Köthen (1st creation) (1396–1562)                   | Köthen (1st creation) (1396–1562)                   | Nhâp vào Nhà Wittelsbach                            | Nhập vào Giáo phận vương quyền Halberstadt |                                                                              |                                                                              |                                                                              |                                                                              |                                                                              |                                                                              |                                                                              |                                 |                                 |                                 |                                 |                                 |                                 |
| Dessau (1st creation) (1396–1561)                | Lauenburg (Ratzeburg line) (1401–1689) | Lauenburg (Ratzeburg line) (1401–1689) | Lauenburg (Ratzeburg line) (1401–1689)                         | Zerbst (2nd creation) (1544–62)                                               | Köthen (1st creation) (1396–1562)                   | Köthen (1st creation) (1396–1562)                   | Köthen (1st creation) (1396–1562)                   | Nhâp vào Nhà Wittelsbach                            | Nhập vào Giáo phận vương quyền Halberstadt |                                                                              |                                                                              |                                                                              |                                                                              |                                                                              |                                                                              |                                                                              |                                 |                                 |                                 |                                 |                                 |                                 |
|                                                  | Lauenburg (Ratzeburg line) (1401–1689) | Lauenburg (Ratzeburg line) (1401–1689) | Lauenburg (Ratzeburg line) (1401–1689)                         | Zerbst (2nd creation) (1544–62)                                               | Köthen (1st creation) (1396–1562)                   | Köthen (1st creation) (1396–1562)                   | Köthen (1st creation) (1396–1562)                   | Nhâp vào Nhà Wittelsbach                            | Nhập vào Giáo phận vương quyền Halberstadt |                                                                              |                                                                              |                                                                              |                                                                              |                                                                              |                                                                              |                                                                              |                                 |                                 |                                 |                                 |                                 |                                 |
|                                                  |                                        | Lauenburg (Ratzeburg line) (1401–1689) | Lauenburg (Ratzeburg line) (1401–1689)                         |                                                                               | Köthen (1st creation) (1396–1562)                   | Köthen (1st creation) (1396–1562)                   | Köthen (1st creation) (1396–1562)                   | Nhâp vào Nhà Wittelsbach                            | Nhập vào Giáo phận vương quyền Halberstadt |                                                                              |                                                                              |                                                                              |                                                                              |                                                                              |                                                                              |                                                                              |                                 |                                 |                                 |                                 |                                 |                                 |
| Thân vương quốc Anhalt (Zerbst line) (1562–1603) | Lauenburg (Ratzeburg line) (1401–1689) | Lauenburg (Ratzeburg line) (1401–1689) | Lauenburg (Ratzeburg line) (1401–1689)                         |                                                                               |                                                     |                                                     |                                                     | Nhâp vào Nhà Wittelsbach                            | Nhập vào Giáo phận vương quyền Halberstadt |                                                                              |                                                                              |                                                                              |                                                                              |                                                                              |                                                                              |                                                                              |                                 |                                 |                                 |                                 |                                 |                                 |
| Plötzkau (1603–1665)                             | Lauenburg (Ratzeburg line) (1401–1689) | Lauenburg (Ratzeburg line) (1401–1689) | Lauenburg (Ratzeburg line) (1401–1689)                         | Köthen (2nd creation) (1603–1847)                                             | Dessau (2nd creation) (1603–1863)                   | Zerbst (3rd creation) (1603–1793)                   | Bernburg (2nd creation) (1603–1863)                 | Nhâp vào Nhà Wittelsbach                            | Nhập vào Giáo phận vương quyền Halberstadt |                                                                              |                                                                              |                                                                              |                                                                              |                                                                              |                                                                              |                                                                              |                                 |                                 |                                 |                                 |                                 |                                 |
| Nhập vào Nhà Welf                                |                                        |                                        |                                                                |                                                                               | Dessau (2nd creation) (1603–1863)                   | Zerbst (3rd creation) (1603–1793)                   | Bernburg (2nd creation) (1603–1863)                 | Nhâp vào Nhà Wittelsbach                            | Nhập vào Giáo phận vương quyền Halberstadt |                                                                              |                                                                              |                                                                              |                                                                              |                                                                              |                                                                              |                                                                              |                                 |                                 |                                 |                                 |                                 |                                 |
|                                                  |                                        |                                        |                                                                |                                                                               |                                                     |                                                     | Bernburg (2nd creation) (1603–1863)                 | Nhâp vào Nhà Wittelsbach                            | Nhập vào Giáo phận vương quyền Halberstadt |                                                                              |                                                                              |                                                                              |                                                                              |                                                                              |                                                                              |                                                                              |                                 |                                 |                                 |                                 |                                 |                                 |
|                                                  |                                        |                                        |                                                                |                                                                               |                                                     |                                                     | Bernburg (2nd creation) (1603–1863)                 | Nhâp vào Nhà Wittelsbach                            | Nhập vào Giáo phận vương quyền Halberstadt |                                                                              |                                                                              |                                                                              |                                                                              |                                                                              |                                                                              |                                                                              |                                 |                                 |                                 |                                 |                                 |                                 |
| Công quốc Anhalt (Dessau line) (1863–1918)       |                                        |                                        |                                                                |                                                                               |                                                     |                                                     |                                                     | Nhâp vào Nhà Wittelsbach                            | Nhập vào Giáo phận vương quyền Halberstadt |                                                                              |                                                                              |                                                                              |                                                                              |                                                                              |                                                                              |                                                                              |                                 |                                 |                                 |                                 |                                 |                                 |